# Cleostratus depauperatus
Cleostratus depauperatus är en insektsart som beskrevs av Günther, K. 1938. Cleostratus depauperatus ingår i släktet Cleostratus och familjen torngräshoppor. Inga underarter finns listade i Catalogue of Life.